# 16076 Barryhaase
A 16076 Barryhaase (ideiglenes jelöléssel 1999 RV131) a Naprendszer kisbolygóövében található aszteroida. A LINEAR projekt keretében fedezték fel 1999. szeptember 9-én.